# Xysticus albertensis
Xysticus albertensis is een spinnensoort uit de familie van de krabspinnen (Thomisidae).
De wetenschappelijke naam van de soort werd in 2008 gepubliceerd door Charles Denton Dondale.